# Georges Minsay Booka
Georges Minsay Booka est un homme politique de la République démocratique du Congo. Il est ministre de la Justice dans le gouvernement Gizenga I de février 2007 à novembre 2007 lorsqu’il est remplacé par Mutombo Bakafwa Nsenda.